# Damster Auto-Maatschappij

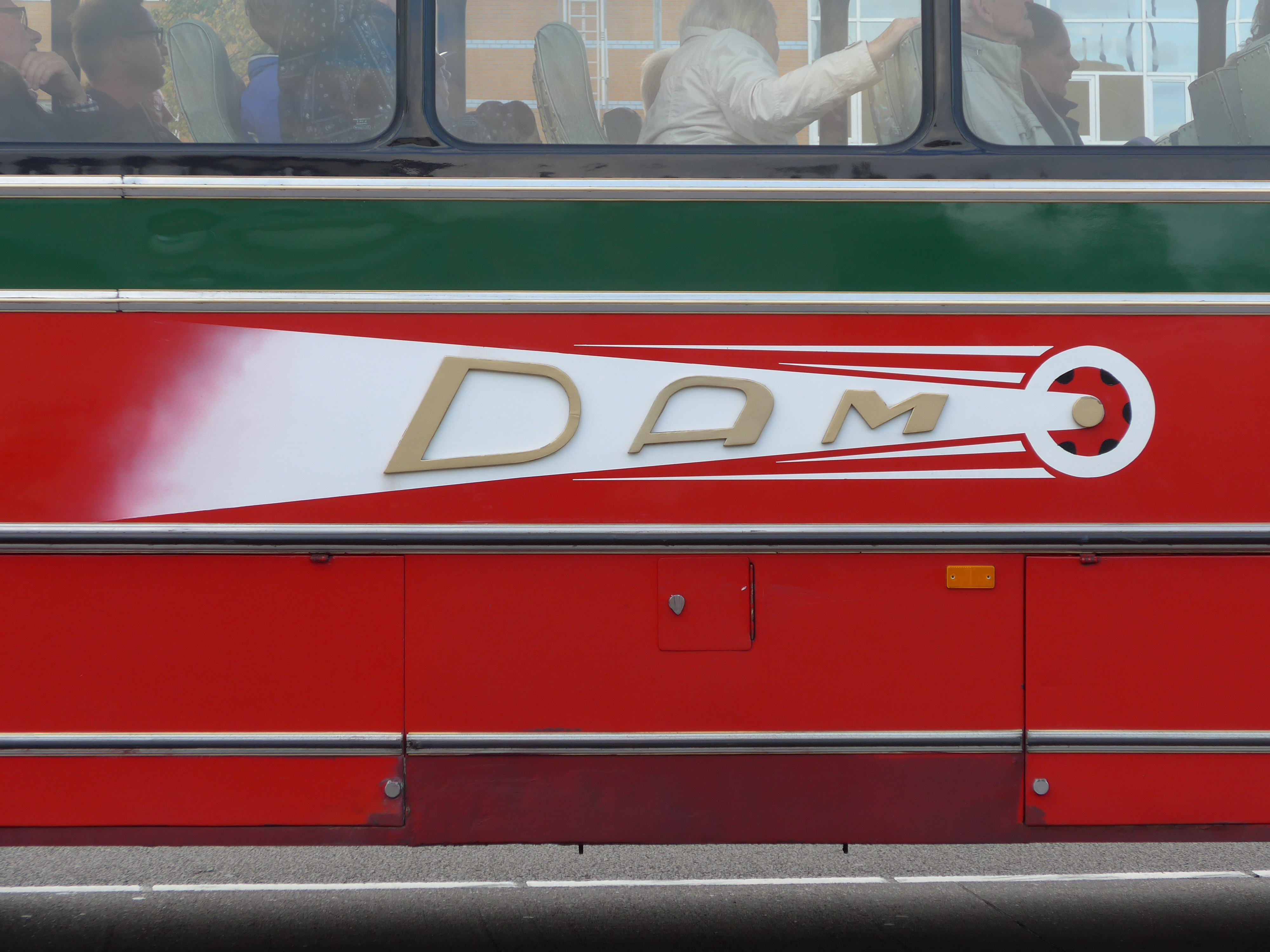
Naoorlogs logo van de DAM

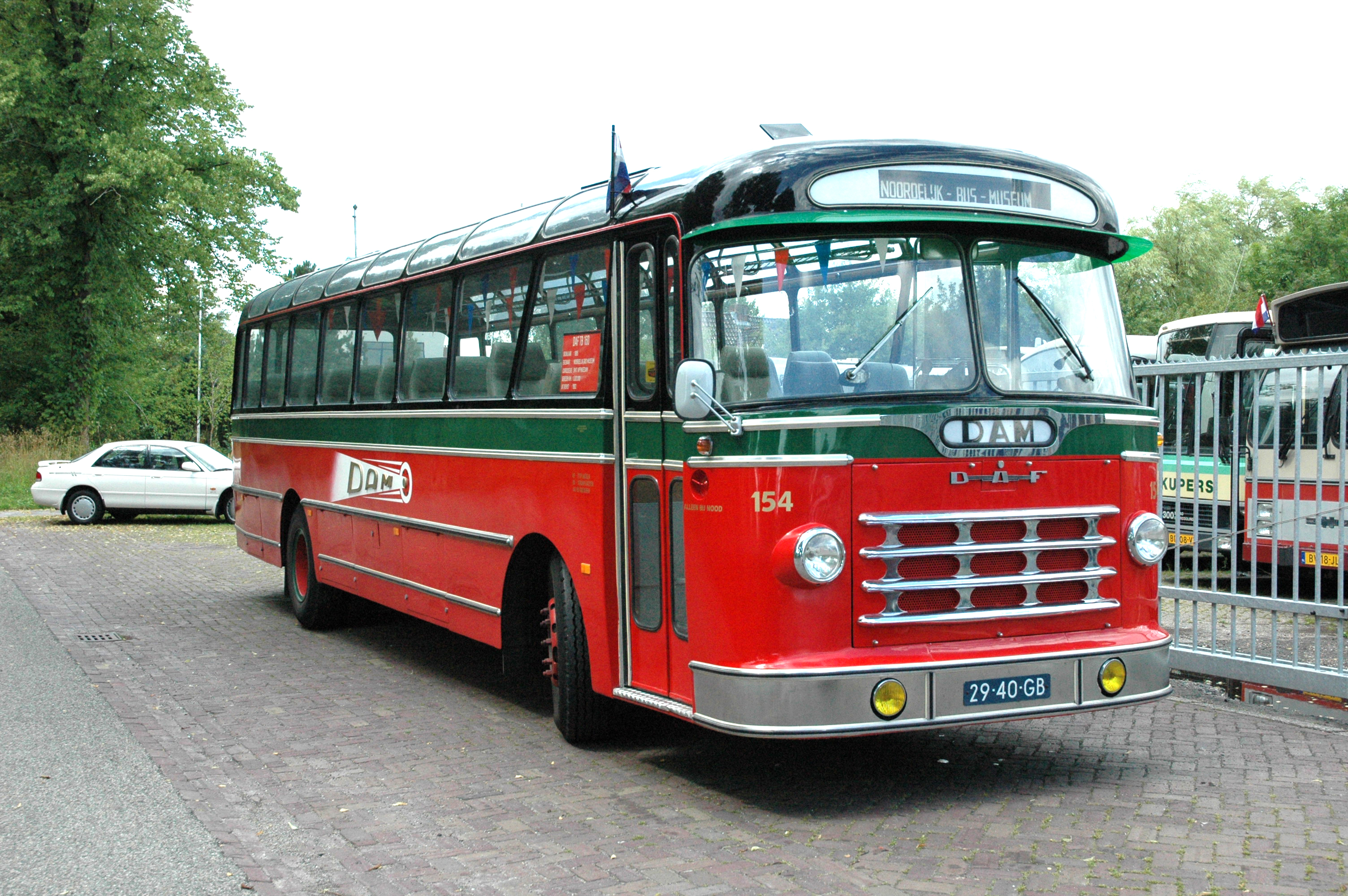
DAM-bus 154, een DAF met carrosserie Smit Appingedam uit 1965, thans eigendom van het Nationaal Bus Museum

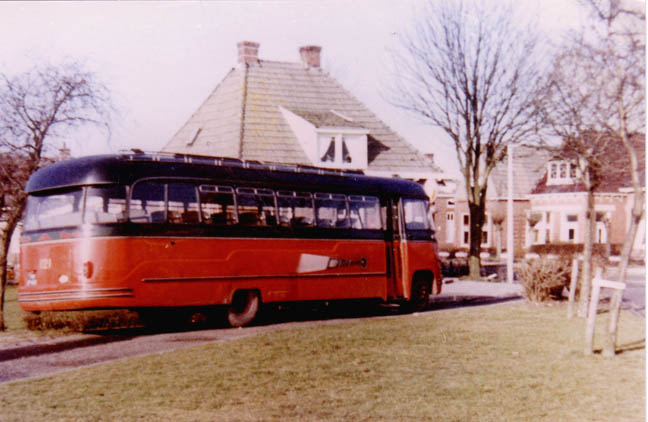
DAM-bus 121 een Scania-Vabis met carrosserie Medema uit 1954, te Woldendorp in 1966

De N.V. Damster Auto-Maatschappij (DAM) te Appingedam, opgericht in 1920, was een bedrijf dat van 1921 tot 1970 openbaar vervoer per autobus verzorgde in de landstreek Fivelingo in noordoostelijk Groningen en daarnaast van 1928 tot aan het faillissement in 1983 een fabriek voor trailers, aanhangwagens en een garagebedrijf voor vrachtauto's en personenauto's bezat. Damster is het streekgebonden synoniem voor Appingedammer.

## Geschiedenis

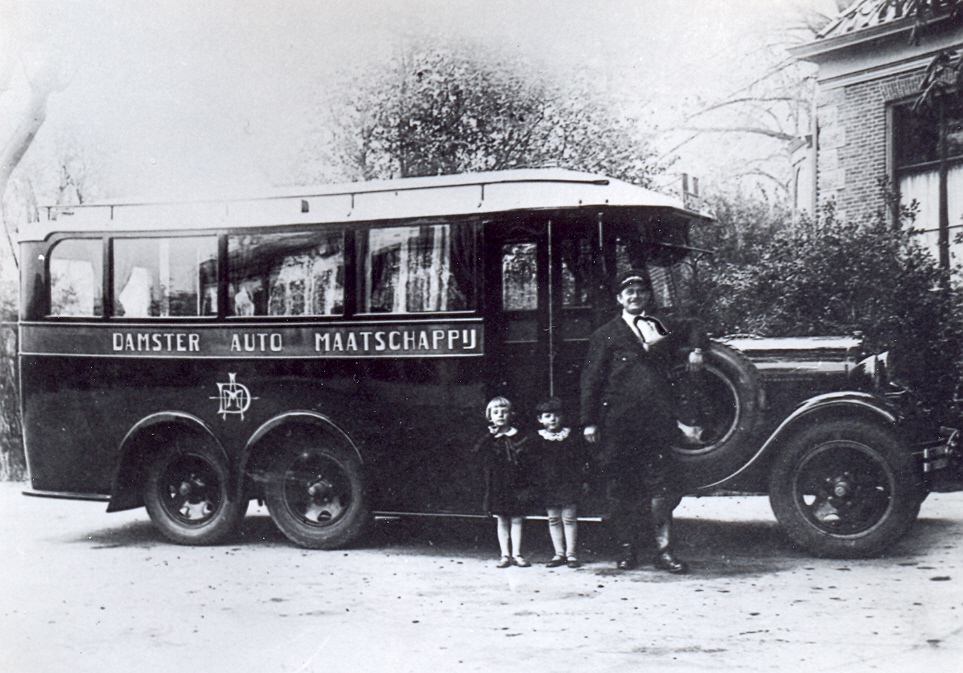
DAM-bus 39, Ford AA tandemasser uit 1928 met carrosserie van Medema

### Ontstaan
Piet Smith Tzn., zakenman te Appingedam, richtte op 6 april 1920 de Damster Auto-Maatschappij op en koos daarvoor de nv-vorm om voldoende startkapitaal te verkrijgen. Hij wist vooraanstaande plaatsgenoten, onder wie Jan Brons, mr. A.T. Vos en later O.J. Scherphuis, te interesseren voor een positie in de Raad van commissarissen. Aanvankelijk hield het bedrijf zich alleen bezig met de autohandel, maar reeds in 1921 werd een autobusdienst Appingedam-Hoogezand begonnen, al snel uitgebreid met een lijn van Appingedam met een lusvormige route via Delfzijl en Farmsum terug naar Appingedam en verder via Ten Boer naar Groningen langs het Damsterdiep. Deze route was korter dan de omweg die de spoorlijn Delfzijl-Appingedam-Groningen via Sauwerd maakte en drong bovendien door tot in het hart van de stad Groningen. Daardoor werd deze buslijn al spoedig een solide basis van het snel groeiende bedrijf.

### Eerste bloei
In 1929 kreeg de DAM het rijk alleen op de busroute Appingedam / Delfzijl-Groningen, toen de concessie van de concurrerende Eerste Appingedammer Auto Garage (EAAG) van de firmanten Harmanni en Dijkman werd overgenomen. Ook de lijndienst Expresse van de ondernemer Lubbers was inmiddels verdwenen. Bij beide bedrijven ging het om voormalige DAM-chauffeurs die hun geluk als zelfstandig ondernemer hadden beproefd. Gemeenschappelijke regelingen werden getroffen met de autobusfirma Scheper & Mulder te Holwierde over het vervoer langs het Damsterdiep tussen Garrelsweer en Groningen en met de Stoomtramweg-Maatschappij Oostelijk Groningen over het vervoer via de Oosterhoek naar Woldendorp.
De DAM bleef ook actief in de autohandel. Aan de Wijkstraat in Appingedam, waar de bussen hun standplaats hadden aan de Paardewasch bij de Oosterdraaibrug, werden in 1929 een modern kantoor en een directeurswoning neergezet in de stijl van de Amsterdamse School, ontworpen door de architect Evert Rozema. Daarnaast werd de reparatiewerkplaats uitgebouwd tot een trailerfabriek, die in 1928 haar eerste producten afleverde en in de jaren dertig zeer innovatief was, vooral op het gebied van gewichtsbesparing en verhoging van het laadvermogen. Er werden zowel opleggers als vierwielige aanhangwagens gebouwd. Landelijk trok de fabriek aandacht door een aantal opvallende vindingen:
- de DAM-oprijkoppeling (1930)
- de DAM-lichtgewichttrailer (1934)
- de DAM-constructieaanhangwagen (1935)
- het DAM-oliebaddraaistel (1937)
- de driezijdige hydraulische DAM-kipper (1938)
- de DAM-vacuümsnelrem.

Mede dankzij de verkoopsuccessen van de trailerfabriek was de DAM ondanks de economische crisis in de jaren dertig een bloeiende onderneming.

### Juridische strijd
De DAM heeft in de loop van haar 50-jarig bestaan een aantal rechtszaken meegemaakt die het bedrijf in zijn bestaan bedreigden, maar deze procedures werden uiteindelijk in het voordeel van de DAM beslecht.
- Er was jarenlang strijd met de NS, die de eigen spoorlijn wenste te beschermen en de DAM het eindpuntenvervoer tussen Delfzijl/Appingedam en Groningen betwistte. Bij de periodieke verlenging van de concessies moest de DAM zich steeds weer verdedigen tegen bezwaarschriften die door de NS werden ingediend.
- In 1930 ontstond een conflict tussen DAM en GADO enerzijds en de gemeente Groningen anderzijds over de gekozen vertrekplaats op de Grote Markt. De gemeente liet enkele bussen in beslag nemen en tegen de chauffeurs werd proces-verbaal opgemaakt. Een compromis werd gevonden door een nieuwe standplaats in te richten op het Gedempte Zuiderdiep, die het centrale punt werd voor alle regionale busdiensten die de stad Groningen bedienden. De DAM en de EDS exploiteerden hier een gezamenlijke wachtkamer met restauratie.
- Halverwege de jaren dertig kreeg de DAM last van een Delfzijls taxibedrijf, dat passagiers oppikte aan de bushaltes. Er was een rechtszaak nodig om deze concurrent van de weg te krijgen. De jurisprudentie hierbij had landelijk belang, want in het Nederlandse openbaar vervoer vreesde men voor het afromen van de eigen diensten door "wilde taxi's" die zich alleen richtten op winstgevende trajecten, terwijl busbedrijven de maatschappelijke verplichting hadden ook de verlieslatende lijnen te bedienen.

### Oorlogsjaren
In 1940 werd onder druk van de Commissie Vervoer Vergunningen, die streefde naar concentraties in de bedrijfstak, het busbedrijf Scheper & Mulder te Holwierde overgenomen. Hierdoor werd het vervoergebied uitgebreid met een aantal routes op het Hogeland. Al sinds de jaren dertig reed de DAM hier op zondagen, omdat de Scheper en Mulder de zondagsrust bewaarden en geen buspassagiers op zondag wilden vervoeren. Overnameonderhandelingen met het busbedrijf Roland te Slochteren, dat een lijn exploiteerde door de Woldstreek, werden niet met succes bekroond.
Zoals alle busbedrijven ondervond ook de DAM in de oorlogsjaren grote problemen. Personeel werd via de Arbeitseinsatz in Duitsland tewerkgesteld of moest onderduiken. Bussen werden door de bezetters gevorderd en naar Duitsland afgevoerd. Twee bussen, die onder het hooi verstopt waren in een boerenschuur in Tjamsweer, werden niet ontdekt en konden direct na de bevrijding weer gaan rijden. Door brandstofschaarste gedwongen vervaardigde de DAM zelf een op turf werkende gasgenerator die achter op de bussen werd gehangen en ook aan andere bedrijven werd verkocht. Na een rechterlijke uitspraak over plagiaat van een bestaand octrooi moest dit product uit de handel worden genomen.

### Naoorlogse ontwikkelingen

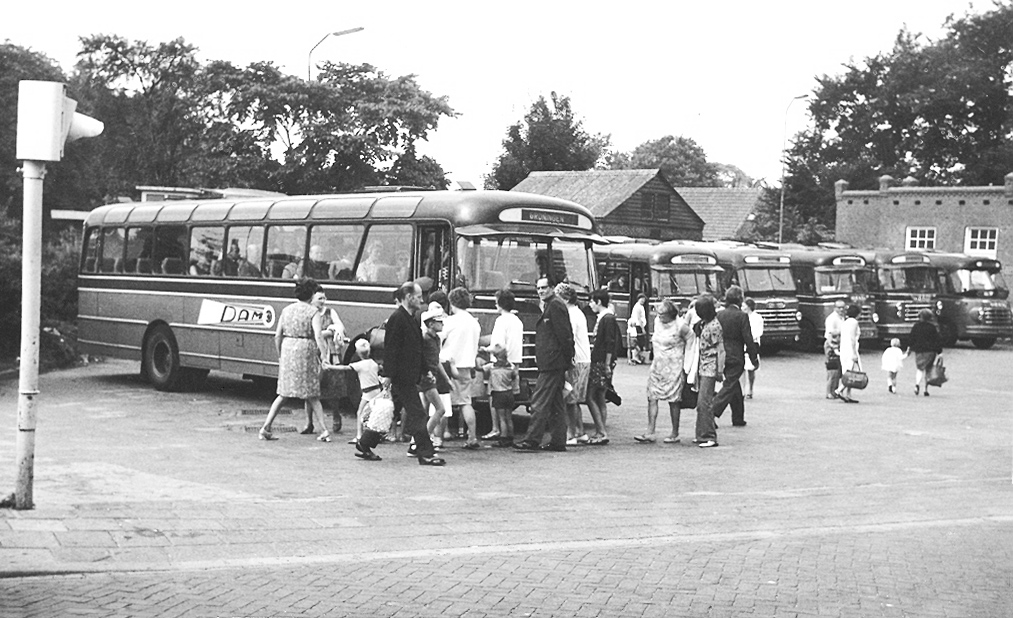
Vertrekpunt van de DAM-bussen aan de Wijkstraat te Appingedam, augustus 1969.

Na 1945 exploiteerde de DAM - naast de hoofdlijn van Appingedam/Delfzijl-Ten Boer-Groningen - ook andere lijnen in het noordoostelijk deel van de provincie Groningen. Deze verliesgevende lijnen werden uit de inkomsten van de succesvolle hoofdlijn gefinancierd. Hoekpunten van het vervoersgebied waren Hoogezand, Woldendorp, Spijk, Roodeschool en Groningen. In 1949 verplaatste de DAM - samen met Roland - haar standplaats in laatstgenoemde stad van het Zuiderdiep naar een nieuw busstation aan het Binnen-Damsterdiep. Vanaf 1956 ging een deel van de DAM-bussen doorrijden naar het autobusstation bij het Hoofdstation. Het bedrijf bleef zich uitbreiden, maar het protest van de NS was ook na de oorlog niet verstomd: zij diende opnieuw een bezwaarschrift in tegen verlenging van de concessie. Door de komst van nieuw dieselmaterieel (de Blauwe Engel) op de spoorlijn Groningen - Delfzijl in 1954 meende het spoorwegbedrijf dat de oranjerode bussen overbodig waren geworden. In eerste instantie had de NS gedeeltelijk succes bij de Commissie Vervoervergunningen, maar na een uitspraak van de Raad van State in 1957 was de DAM alsnog verzekerd van verlenging zonder nadere voorwaarden. Op het hoogtepunt, begin jaren zestig, bestond het wagenpark uit ongeveer 35 autobussen. Van de 180 werknemers telde de autobusafdeling er 60.
De DAM deed ook aan touringcarreizen en dagtochten en had zich aangesloten bij reisbureau Cebuto Groningen, een samenwerkingsverband waaraan ook GADO, Marnedienst en Roland deelnamen.

### Einde
Later in datzelfde decennium liep de winst van zowel het busbedrijf als de trailerfabriek zodanig terug dat het voortbestaan van de gehele onderneming in gevaar kwam. De loonkosten in het openbaar vervoer stegen explosief en subsidieregelingen kwamen slechts aarzelend op gang. Tegelijk kwam er minder vraag naar trailers en de vroeger zo innovatieve DAM wist niet bijtijds de bakens te verzetten. Alleen het derde bedrijfsonderdeel, de autogarage, leverde nog enige winst op. Tot de dealerschappen van het DAM-garagebedrijf door de jaren behoorden voor de oorlog Ford en Dodge en na de oorlog DAF-vrachtauto's, DAF personenauto's, Simca en Volkswagen. Het busbedrijf werd in 1970 verkocht aan de GADO, zodat het moederbedrijf NS uiteindelijk toch het DAM-streekvervoer in handen kreeg.
De DAM zelf zette haar andere activiteiten nog voort en stemde op gemeentelijk aandringen in met een verhuizing vanuit het centrum van Appingedam naar een bedrijventerrein, waar het fabrieksgebouw van het failliet gegane Ter Borg & Mensinga beschikbaar was. De daarvoor benodigde investeringen betekenden echter de financiële nekslag, zodat de DAM het lot van Ter Borg & Mensinga volgde en in 1983 eveneens failliet ging.

## Na de DAM
- De GADO heeft het openbaar vervoer per bus in deze regio voortgezet tot 1999. Daarna kwam dit in handen van het Britse Arriva krachtens de Concessie GGD - Groningen Provincie. Deze ging in december 2009 over naar Qbuzz, dat sindsdien het openbaar vervoer in het voormalige DAM-vervoergebied exploiteert.
- Het dealerschap van DAF vrachtauto's van het DAM-garagebedrijf werd onderdeel van ESA-garagebedrijven te Groningen, zelf ook een voormalig busbedrijf.
- In het Nationaal Bus Museum in Hoogezand bevindt zich in rijvaardige staat de voormalige DAM-bus nr. 154 van het merk DAF, gebouwd in 1965 door carrosseriebedrijf Smit in Appingedam.
- Van de bedrijfsgebouwen van de DAM is in Appingedam de voormalige directeurswoning (ook een ontwerp van architect Rozema) bij de Oosterdraaibrug terug te vinden als woonhuis. Aan het Damsterdiep in Groningen staat nog de voormalige DAM-wachtkamer als eetcafé. De wachtkamer die DAM en EDS tot 1949 gezamenlijk exploiteerden aan het Zuiderdiep in Groningen is een café.

## Lijnennet
Voor de Tweede Wereldoorlog
De DAM reed de volgende trajecten:
- Appingedam - Delfzijl - Appingedam - Garrelsweer - Ten Boer - Groningen (uurdienst).
- Appingedam - Siddeburen - Slochteren - Hoogezand (enkele ritten per dag).
- Appingedam - Holwierde - Spijk (alleen 's zondags).
- Appingedam - Leermens - 't Zandt - Loppersum - Garrelsweer (alleen 's zondags).
- Appingedam - Farmsum - Termunten - Woldendorp (rond 1930; na een belangenovereenkomst met Oostelijk Groningen opgeschort).
- Appingedam - Garrelsweer - Overschild - Woltersum - Ten Boer - Groningen (rond 1936).

De fa. Scheper & Mulder, handelend onder de naam Holwierder Auto Dienst Onderneming (HADO), reed (niet op zondag) de trajecten:
- Holwierde - Appingedam - Leermens - 't Zandt - Roodeschool - Oudeschip.
- Delfzijl - Holwierde - Spijk - Roodeschool - Uithuizen.
- Holwierde - Spijk - Godlinze - Schatsborg - Loppersum - Garrelsweer - Ten Boer - Groningen.

Na de Tweede Wereldoorlog
Het lijnennet kenmerkte zich door een hoofdlijn 1, waarop de andere lijnen aantakten. Alle lijnen waaierden uit vanuit Appingedam, de vestigingsplaats van de DAM. Vier lijnen, 1, 2, 7 en 8, verzorgden via verschillende routes de verbinding met de stad Groningen. Ze kwamen de stad binnen via één route langs het Damsterdiep. De DAM had op het Gedempte Binnendamsterdiep een eigen busstation met restauratie, dat gedeeld werd met de "Roland"-lijn naar Woldendorp. Tussen dat busstation en het Hoofdstation nam de bus van lijn 1 de overstappers mee van en voor de andere lijnen.  
1. Appingedam - Delfzijl - Appingedam - Garrelsweer - Ten Boer - Groningen (½-uurdienst).
2. Appingedam - Holwierde - Spijk - Godlinze - 't Zandt - Loppersum - Garrelsweer - Ten Boer - Groningen (1½-uurdienst).
3. Appingedam - Delfzijl - Termunten - Woldendorp (2-uurdienst).
4. Appingedam - Siddeburen - Slochteren - Hoogezand (ongeveer 2-uurdienst).
5. Appingedam - Leermens - 't Zandt - Roodeschool (tot 1948 door naar Uithuizen).
6. Appingedam - Tjuchem - Meedhuizen - Delfzijl (sinds 1966).
7. Appingedam - Garrelsweer - Loppersum - Stedum - Thesinge - Groningen.
8. Appingedam - Overschild - Woltersum - Ten Boer - Groningen.

Op de lijnen 5 t.m. 8 werden slechts enkele ritten per dag gereden.

## Busmaterieel
De bussen hadden een oranjerode (vermiljoen) kleur met groene biezen en een zwart dak. Voor oranje werd gekozen bij het 25-jarig regeringsjubileum van koningin Wilhelmina in 1923. Deze bedrijfskleuren zijn tot aan 1970 dezelfde gebleven. De keuze van busmaterieel was gerelateerd aan de merken waarvan de DAM als autohandelaar het dealerschap had. In 1921 werd begonnen met Ford als hoofdmerk - de eerste bussen waren drie T-Fords. Rond 1930 stapte men over op Dodge. Daarnaast werden bussen van diverse andere merken aangeschaft, zoals Renault en Mason Road King in de jaren twintig en De Dion-Bouton, NAG, Citroën, International, MAN en Diamond T in de jaren dertig. Bijzonder waren een Ford AA met tandemas, een Indiana-bus met een Bronsmotor - een experiment dat niet slaagde - en drie Kromhout-bussen van het trambus-model.
Toen na de Tweede Wereldoorlog het wagenpark opnieuw moest worden opgebouwd, werd het beeld aanvankelijk bepaald door White en opnieuw Dodge. De DAM zelf bouwde in haar trailerfabriek een opleggerbus die met de bijbehorende Dodge-trekker een opvallende combinatie vormde. Begin jaren vijftig behoorde de DAM - met Maarse & Kroon te Aalsmeer en LAB te Leeuwarden - tot de eerste Nederlandse busbedrijven die de populaire Leyland-bussen met underfloor motor aanschaften. Via Morris, opnieuw MAN en Scania-Vabis kwam men uiteindelijk uit bij DAF als hoofdmerk, waarvan de DAM 35 bussen in dienst heeft gehad met de bouwjaren 1953 tot 1967. De GADO, die de DAM-busdiensten in 1970 overnam, heeft ongeveer 20 van deze bussen in bedrijf gehouden tot in de late jaren zeventig.
De carrosserieën van deze DAM-bussen werden opgebouwd in Appingedam zelf, bij de firma Bos (1921-35) - later Groenewold & Smit genaamd (1935-45) en nog later Smit Appingedam (1945-67) - en bij de firma Medema (1928-60). Daarnaast hebben de carrosseriebedrijven Jurgens te Winschoten en Renkema te Middelstum (later Hoogkerk) in de jaren twintig en dertig een aantal bussen geleverd. Ook bezat de DAM enkele bussen met een carrosserie van Den Oudsten & Domburg te Woerden en Beijnes te Haarlem, maar het is uniek voor Nederland dat een busbedrijf het overgrote deel van zijn materieel kon laten opbouwen in de eigen gemeente.

## Diversen
- Het fietsenvervoer, waarbij rijwielen in een imperiaal op het dak van de bus werden meegenomen, werd door de DAM afgeschaft in 1959, toen de hoofdlijn Appingedam/Delfzijl-Groningen grotendeels via de toen geopende rijksweg 41 (nu de provinciale weg 360) ging rijden.
- De DAM behoorde (met Citosa en Tensen) tot de allerlaatste streekvervoerders die nog tweemansbediening toepasten; op de hoofdlijn bleven de conducteurs actief tot aan de overname door de GADO in 1970.
- De DAM-trailerfabriek heeft zich - naast de bouw van bovengenoemde Dodge-opleggerbus voor het eigen bedrijf - tweemaal op autobusgebied begeven:

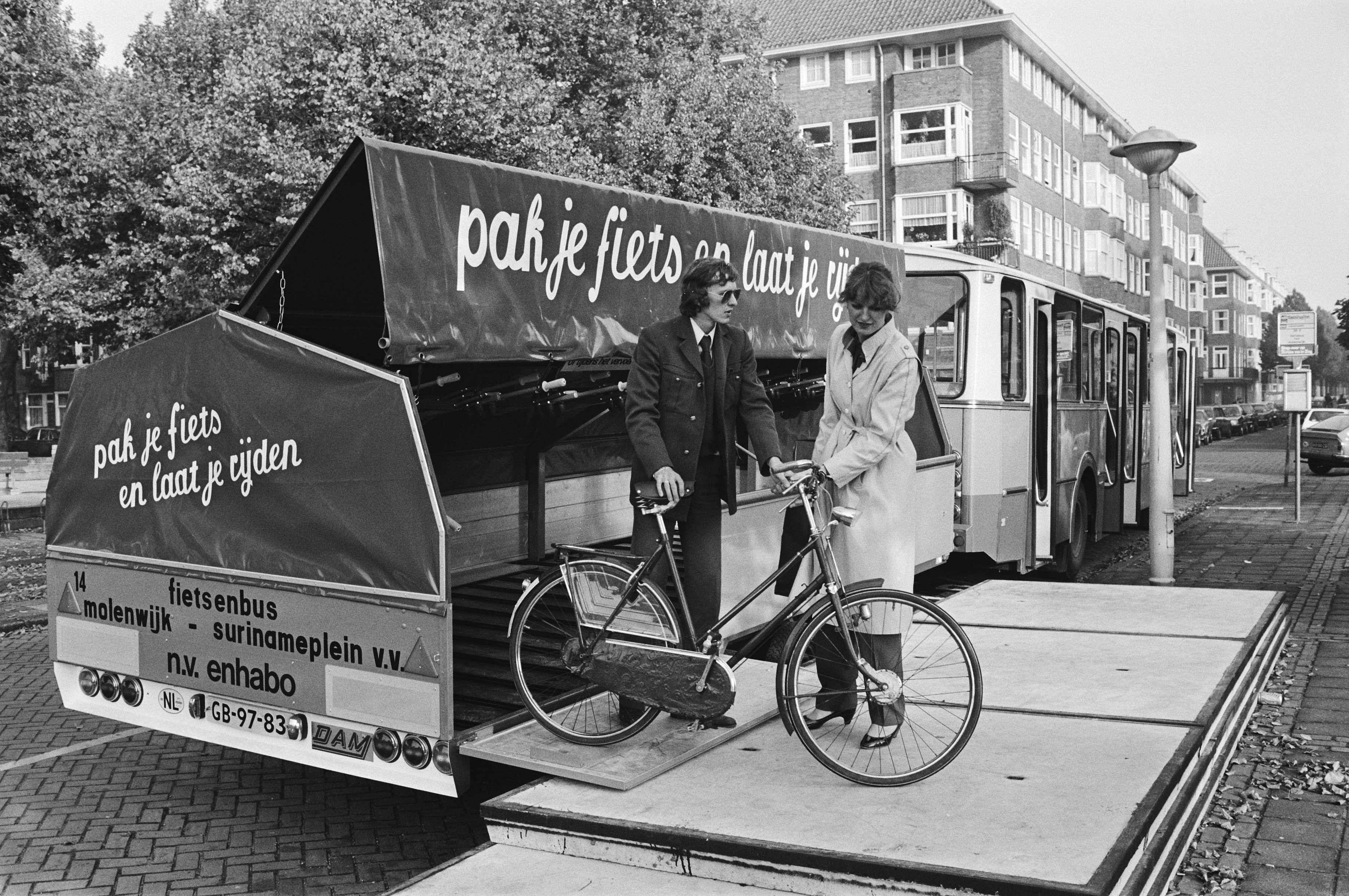
DAM-fietsaanhanger, Amsterdam Surinameplein, 1982

- - voor de NBM te Zeist werden in 1953-55 vier Ford-Verheul-"trambussen" verbouwd tot aanhangwagens;
  - voor de ENHABO te Zaandam werden in 1982 vier fietsaanhangwagens gebouwd voor een buslijn door de Coentunnel in Amsterdam.
- Een kortstondig succes van de trailerfabriek was rond 1960 de DAM-stoomreiniger voor de reiniging van grote oppervlakten zoals fabrieksterreinen e.d.